# 명륜여자중학교
명륜여자중학교는 대한민국 경기도 안성시 낙원동에 있는 사립 중학교이다.

## 학교 연혁
- 1949년 8월 12일 : 안성명륜공민학교 인가
- 1949년 8월 12일 : 안성명륜고등공민학교 인가(3학급)
- 1952년 6월 13일 : 학교법인 명륜학원 설립(설립자 금호 정동수 선생)
- 1953년 2월 18일 : 안성명륜중학교 인가(남,여 6학급), 초대 윤진영 교장 취임
- 1972년 4월 3일 : 명륜여자중학교로 교명 변경(여 12학급), 초대 양홍석 교장 취임
- 1975년 10월 13일 : 학급증설 인가(18학급)
- 1998년 3월 30일 : 별관 6개교실 개축 및 화장실 3동 신축
- 2000년 11월 5일 : 본관 3층 6개교실 및 화장실 1동 증축
- 2019년 3월 1일 : 제5대 정미재 교장 취임
- 2021년 10월 20일 : 명륜아지트 도서관 개관
- 2023년 7월 12일 : 명륜 SMART AI CLASS 개관
- 2024년 1월 10일 : 명륜여자중학교 제52회 졸업식(150명 졸업, 총 졸업생 수 15,760명)

## 참고 자료
- 명륜여자중학교 - 한국교육학술정보원 학교알리미